# ثيودور إنجل
ثيودور إنجل (بالألمانية: Theodor Engel) (و. 1842 – 1933 م) هو جيولوجي، وعالم عقيدة، من ألمانيا، كان عضوًا في الأكاديمية الألمانية للعلوم ليوبولدينا، توفي في آيسلينغن، عن عمر يناهز 91 عاماً.